# Trondheim Kino
Trondheim Kino er et aktieselskab som er ejet af Trondheim kommune, der driver to biografer i Trondheim; Prinsen kino og Nova kino.
Selskabets administrerende direktør er fra 2013 Arild Kalkvik. Formanden er Geirmund Lykke.

## Historie
Trondheim Kino blev oprettet i 1918 som følge af at Stortinget fem år før gav kommunestyret ret til at give licens for biografdrift. Trondheim Kommune overtog det da privateide Verdensteateret på Circus-pladsen i Prinsens gate, som tidligere havde vært Nordens største biograf med 1150 siddepladser, og dets direktør Hans Kunig blev da den første kommunale biografbestyrer. Biografen er blev bygget om af flere omgange og Prinsen Kino fremstår i dag som en moderne biograf med otte sale.
Trondheim Kino indgik i 1938 en aftale med Folkets hus om biografdrift og seks år senere blev biografen åbnet under navnet Sentrum Kino. Denne var i drift frem til 1993, da den store sal blev bygget om til fem sale og omdøbt til Nova Kinosenter. Biografen blev yderligere ombygget i perioden 2003–2004 og fik da yderligere seks sale. Novas største, Liv Ullmann-salen, er blevet moderniseret flere gange, senest i 2013 med nyt lærred og helt nyt Atmos lydsystem.
I Trondheims nabokommune Strinda var kommunestyret ikke interesseret i at drive biograf og lod i stedet distributørerne Metro-Goldwyn og Universal Pictures drive Rosendal Kino frem til 1929, da Trondheim Kino lejede lokalerne som de senere købte i 1957.
Trondheim Kino drev også i mange år en biograf i Heimdal samfundshus under navnet Heimdal Kino.
Trondheim Kino var i perioden 1992–2000 organiseret som kommunal virksomhed, og blev overtaget som kommunalt aktieselskab i 2000.
Fra 2005 har Trondheim internationale filmfestival – Kosmorama haft sine forestillinger på Trondheim Kino.

## Sale
Trondheim Kinos to biografer har følgende sale og systemer:

### Prinsen kino
| Sal | Sæder | Lyd | Billede  | 3D  | Projektor       | Server            |
| 1   | 53    | 5.1 | 2K 24fps | Nej | Christie CP2220 | Doremi DCP-2K4    |
| 2   | 136   | 7.1 | 2K 24fps | Ja  | Christie CP2220 | Doremi DCP-2K4    |
| 3   | 156   | 7.1 | 2K 24fps | Ja  | Christie CP2220 | Doremi DCP-2K4    |
| 4   | 38    | 7.1 | 2K HFR   | Ja  | Christie CP2230 | Doremi Show Vault |
| 5   | 254   | 7.1 | 4K HFR   | Ja  | Christie CP2230 | Doremi Show Vault |
| 6   | 248   | 7.1 | 4K HFR   | Ja  | Christie CP2230 | Doremi Show Vault |
| 7   | 76    | 5.1 | 2K 24fps | Nej | Christie CP2220 | Doremi DCP-2K4    |
| 8   | 76    | 5.1 | 2K 24fps | Nej | Christie CP2220 | Doremi DCP-2K4    |

### Nova Kinosenter
| Sal | Sæder | Lyd   | Billede  | 3D  | Projektor       | Server            |
| 1   | 439   | Atmos | 4K HFR   | Ja  | Christie CP2230 | Doremi Show Vault |
| 2   | 113   | 5.1   | 2K 24fps | Ja  | Christie CP2220 | Doremi DCP-2K4    |
| 3   | 115   | 5.1   | 2K 24fps | Nej | Christie CP2220 | Doremi DCP-2K4    |
| 4   | 92    | 5.1   | 2K 24fps | Ja  | Christie CP2220 | Doremi DCP-2K4    |
| 5   | 90    | 5.1   | 2K 24fps | Nej | Christie CP2220 | Doremi DCP-2K4    |
| 6   | 61    | 7.1   | 2K 24fps | Nej | Christie CP2220 | Doremi DCP-2K4    |
| 7   | 98    | 7.1   | 2K 24fps | Nej | Christie CP2220 | Doremi DCP-2K4    |
| 8   | 61    | 7.1   | 2K 24fps | Nej | Christie CP2220 | Doremi DCP-2K4    |
| 9   | 104   | 7.1   | 2K 24fps | Nej | Christie CP2220 | Doremi DCP-2K4    |
| 10  | 69    | 7.1   | 2K 24fps | Nej | Christie CP2220 | Doremi DCP-2K4    |
| 11  | 63    | 7.1   | 2K 24fps | Nej | Christie CP2220 | Doremi DCP-2K4    |

Nova sal 1 har 5 frontkanaler (5 4-vejs højtalerstabler) monteret bag lærredet, 40 surround kanaler monteret langs væggene og i taget og 3 dybbas kanaler (en bag lærredet og en på hver side bak i salen). Til sammenligning har de andre sale enten 5.1 eller 7.1.
Lydsystemet drives af 34 QSC forstærkere, som kan levere totalt 62000 Watt (62 Kilowatt) og styres af en Dolby CP850 lydprocessor.